# Rock Racing
Rock Racing was een Amerikaanse wielerploeg die van 2007 tot en met 2009 actief was in de continentale circuits van de UCI. Sponsor was het Amerikaanse modemerk Rock & Republic van multimiljonair Michael Ball. De ploeg stond bekend om haar extravagante imago. Zo waren de officiële ploegwagens Cadillac Escalades en droegen de renners opvallende tenues.

## Ploegen per jaar
- Ploeg 2007
- Ploeg 2008
- Ploeg 2009

Amerikaanse wielerploeg Rock Racing: 2007–2010
Bahati · 
Carroll ·
Friedick · 
Haedo (tot 15/08) ·
Hernández ·
Leogrande ·
Magnell ·
Morris ·
Napolitano ·
Switters ·
Wiscovitsj
Bahati · 
Botero ·
Cipollini (tot 31/03) · 
Clinger ·
Creed · 
Curry ·
Dawson · 
Grajales (tot 01/03) ·
Hamilton ·
Hernández ·
Leogrande ·
Magnell ·
Mayo ·
Napolitano ·
Ollerenshaw ·
Peña ·
Rodriguez ·
Sevilla ·
Switters ·
Williams ·
Wiscovitsj
Bahati · 
Boyd ·
Chadwick · 
Domínguez ·
Driscoll · 
Gutiérrez ·
Hamilton (tot 15/04) ·
Hernández ·
Kemps · 
Magnell ·
Mancebo ·
Martín ·
Peña ·
Rodriguez ·
Sanderson ·
Sevilla ·
Tanner ·
Vitoria ·
Williams
Alzate · 
Chadwick · 
Macías ·
Magallanes ·
Mancebo ·
Peña ·
Sarabia ·
Sevilla